# ソン・デ・レイ
ソン・デ・レイ（Son de Rey）は、テキサス州オースティンを拠点に活動するラテン・ロック系バンド。伝統的なクンビアのサウンドやラテンビートと、現代的なポップや電子音楽系サウンドとを混ぜ合わせたオルタナティヴな楽曲を生み出している。バンド名は英語で「Sound of King」（サウンド・オブ・キング）という意味である。

## 来歴
2010年、大学卒業後にCraigslistで広告を出してオースティンでミュージシャンとして参加出来る音楽バンドを探していたルイス・ミカエル・ラミレスに対して、ダビド・モレノがコンタクトを取り、自身のバンド「ソン・デ・レイ」のサポート・ヴォーカルとして勧誘した。
だが、ルイスの加入直後に、バンドメンバーの脱退・新規加入等の入替りがあり、結果、バンドが再編成され、ルイスがメイン・ヴォーカルとなり、デボラ・モレノ、ダビド・モレノ、マルク・ルイスらと共にバンドを再出発させることになった。
その際、テキサスに住むメキシコ系アメリカ人のバンドとしては、音楽的に自分達のルーツを探求する必要があること、また、白人の聴衆もヒスパニックの聴衆も両方とも満足させる必要があること、などの理由から歌う曲の歌詞も英語ではなくスペイン語やスパングリッシュに変え、メロディも変え、といった感じで、伝統的なクンビアのサウンドやラテンビートと現代的なポップや電子音楽系サウンドとを混ぜ合わせたオルタナティヴな楽曲を生み出すという同バンドの音楽的方向性が明確に定まることとなった。
2012年、グラミー賞受賞ミュージシャンであるファビアン・エルナンデス（Fabian Hernández）のプロデュースを受けOjos Azules - EP を発売。
2013年のオースティン・ミュージック・アウォーズにおいて3部門でノミネートされ、「Best Performing Band/Best Latin Rock Act」部門で4位、「Best Performing Band/Best Latin Traditional Act」部門で3位、「Best of the Year/Best New Austin Act」で3位となる。また翌2014年のオースティン・ミュージック・アウォーズにおいても2部門でノミネートされ、「Best Performing Latin Band」部門で2位、「Best Performing World Music Band」部門で4位に選ばれるなど、テキサス州を中心に広く注目を浴びるようになる。
2015年5月、再度ファビアン・エルナンデスのプロデュースを受けてのバンド初のフルアルバムOjos Azules を発売。また同月の第8回パチャンガ・ラティーノ・ミュージック・フェスティバルに出演し、ステージ演奏を行った。

## ディスコグラフィー

### シングルおよびEP盤
- Ojos Azules - EP (2012)
- Pray for a Lover - Single (2014)

### フルアルバム
- Ojos Azules (2015)[3][7]

## メンバー
- ルイス・ミカエル・ラミレス（Luis Mikael Ramírez）: 男性ヴォーカル
- デボラ・モレノ（Deborah Moreno）: 女性ヴォーカル
- ダビド・モレノ（David Moreno）: キーボード
- マルク・ルイス（Marc Ruiz）: ドラムス
- エリク・カリストゥリ（Eric Calistri）: ギター
- ダビド・モレノ・シニア（David Moreno Sr.）: エレクトリックベース